# 恒生指數有限公司
恒生指數有限公司（英語：Hang Seng Indexes Company Limited），前稱恒指服務有限公司，是恒生銀行有限公司（港交所：0011）的全資附屬機構，負責編製及管理恒生指數及一系列其他指數。

## 歷史
恒生指數有限公司於1984年成立。負責編製、計算及管理恒生指數及一系列其他指數。
1998年4月20日推出恒生100指數及新恒生50中型股指數，5月推出網頁。2001年10月3日推出恒生綜合指數，同日再推出恒生行業分類系統。。2002年推出恒生流通指數。2003年起提供恒生一系列指數成交額。2005年檢討H股能否加入為恒生指數成分股，及推出新的剔除停牌成分股之政策。2006年6月30日宣佈更改恒生指數加入H股後的計算方法及對現有成分股的數目及影響（根據資料，部分恒生指數成分股如匯豐控股（0005.HK、HSBA.L）的比重將會下降，而其他成分股如中國移動（0941.HK）的比重則上升），9月11日推出新的股票停牌處理方法，11月27日推出恒生中國H股金融行業指數。
2011年9月5日推出，「恒生可持續發展企業基準指數」和「恒生A股可持續發展企業基準指數」，成分股分別有68隻及28隻。
2011年9月5日推出，恒生外國公司綜合指數及恒生環球綜合指數，分別反映香港上市的外國公司的表現及整體香港上市公司（包括外國公司）的表現，普拉達（Prada）（1913.HK）、新秀麗（Samsonite）（1910.HK）、嘉能可（Glencore）（0805.HK（已除牌）、GLEN.L））均為恒生綜合指數成分股。2012年12月10日推出恆生高股息率指數，指數包括恆生綜合指數及房產基金指數內、50隻最高淨股息率、並在過去三年均維持派息的大型股及中型股。

## 更改公司名稱
由二零零七年十二月四日起，恒指服務有限公司將中文名稱更改為「恒生指數有限公司」；而公司的英文名稱亦從「HSI Services Limited」更改成「Hang Seng Indexes Company Limited」。

## 服務
負責編製、計算及管理恒生指數及一系列其他股市指數，包括：恒生AH指數系列、恒生中國企業指數、恒生中國H股金融行業指數、恒生科技指數、恒生綜合指數系列、恒生流通指數系列、恒生神州50指數、恒生房地產基金指數、恒生股息累計指數系列及恒生短倉及槓桿指數系列。還會隨著各成分股的市值轉變而作出調整，進行指數檢討及增加或剔除指數成分股。